# Brian Grazer
Brian Grazer (Los Angeles, 12 juli 1951) is een Amerikaanse film- en televisieproducent. Brian Grazer is samen met Ron Howard oprichter van Imagine Entertainment. Samen hebben zij vele films geproduceerd, inclusief A Beautiful Mind en The Da Vinci Code en televisie series als 24 en Arrested Development.

## Carrière
Al vijfentwintig jaar werkt Brian Grazer als producent voor films en televisieseries. Zowel als producent en als schrijver is hij genomineerd geweest voor een Oscar. In 2002 heeft hij een Oscar gewonnen in de categorie beste film, voor de productie van A Beautiful Mind.
Door de jaren heen zijn de films en televisie series van Grazer genomineerd voor meer dan 52 Oscars en 94 Emmy Awards.

## Filmografie

### Films
- Eden (2024) Producent
- Love the Coopers (2015) Producent
- Rush (2013) Producent
- Robin Hood (2010) Producent
- Angels & Demons (2009) Producent
- Frost/Nixon (2008) Producent
- Changeling (2008) Producent
- American Gangster (2007) Producent
- The Da Vinci Code (2006) Producent
- Inside Man (2006) Producent
- Fun with Dick and Jane (2005) Producent
- Flightplan (2005) Producent
- Cinderella Man (2005) Producent
- The Missing (2003) Producent
- The Cat in the Hat (2003) Producent
- Intolerable Cruelty (2003) Producent
- 8 Mile (2002) Producent
- Blue Crush (2002) Producent
- a Beautiful Mind (2001) Producent
- The Grinch (2000) Producent
- Psycho (1998) Producent
- Mercury Rising (1998) Producent
- Liar Liar (1997) Producent
- Ransom (1996) Producent
- The Chamber (1996) Producent
- The Nutty Professor (1996) Producent
- Fear (1996) Producent
- Apollo 13 (1995) Producent
- Far and Away (1992) Producent
- HouseSitter (1992) Producent
- The Doors (1991) Producent
- Kindergarten Cop (1990) Producent

### Televisie
- Mars (2016-2018) Uitvoerend Producent
- Lie to Me (2009-2011) Uitvoerend Producent
- 24 (2001-heden) Uitvoerend Producent
- Parenthood (2010-heden) Uitvoerend Producent
- Friday Night Lights (2006-2010) Uitvoerend Producent
- Shark (2006-2008)Uitvoerend Producent
- Arrested Development (2003-2006) Uitvoerend producent
- Felicity (1998-2002) Uitvoerend producent